# Sinothomisus
Sinothomisus is een geslacht van spinnen uit de  familie van de krabspinnen (Thomisidae).

## Soorten
- Sinothomisus hainanus (Song, 1994)
- Sinothomisus liae Guo Tang, 2006